# ترافيس ماير (دراج)
ترافيس ماير (بالإنجليزية: Travis Meyer)‏ هو دراج أسترالي، ولد في 8 يونيو 1989 في برث في أستراليا.

## وصلات خارجية
- ترافيس ماير على موقع الاتحاد الدولي للدراجات (الإنجليزية)
- ترافيس ماير على موقع أرشيف الدراجات (الإنجليزية)
- ترافيس ماير على موقع إحصائيات الدراجات الإحترافية (الإنجليزية)
- ترافيس ماير على موقع نسبة الدراجات (الإنجليزية)
- ترافيس ماير على موقع اتحاد ألعاب الكومنولث (مؤرشف) (الإنجليزية)